# Zhongguohentomon
Zhongguohentomon es un género de Protura en la familia Eosentomidae.

## Especies
- Zhongguohentomon magnum Yin, 1979
- Zhongguohentomon piligeroum Zhang & Yin, 1981